# ムラマサ☆
ムラマサ☆は、男女8人編成のスカバンドである。limited records所属。ポップでキュートな歌声や幅広い音楽性を持つ。2001年結成。2009年解散。2015年4月1日ボーカルのユミ・ベースのトシヒロ・テナーサックスのマサシは新たなスカバンド、エイリアンズを結成。

## メンバー
- ユミ（6月17日-、B型、淡路島出身）ボーカル
- マサシ（6月12日-、A型）テナーサックス
- キムケイ（11月8日-、O型）アルトサックス
- ヤヨイ（3月20日-、B型）トロンボーン
- くりちゃん（10月27日-、A型）トロンボーン
- リョウタ（9月17日-、O型）ギター
- トシヒロ（1月19日-、A型、難波出身）ベース
- はなやん（7月4日-、A型、三重県出身）ドラム

## 概要
ムラマサ☆というバンド名の「ムラマサ」の由来は、リーダーであるマサシの本名タムラマサシから、「☆」はユミが加入したときに姓名判断で「ムラマサ」だけだと画数が悪く、一画追加するために「キラキラしたイメージがあるから」ということで付けられた。
大阪出身のインディーズバンドではあったが、HEY!HEY!HEY! MUSIC CHAMPやサマーソニック、HUNGOUT、めざましテレビ、MUSIC JAPANなどの全国のTV・イベントにも出演していた。
他のバンドとも非常に親交があり、ガガガSP・175R・B-DASH・ニューロティカなどなど多くのバンドに愛されていた。
2000年頃からスカバンドが増える中、一番人気のバンドと言っていいほどCDセールス・ライブチケットが入手困難になる。
マンガやアニメが好きなメンバーが多く、みんなでドラゴンボールなどのDVDを見ている。特に人気があるのは新世紀エヴァンゲリオンで、バンド内にエヴァ部がある程である。
2009年、自身初のベストアルバムが発売される3日前の2月1日、オフィシャルHPにて、「みなさんにムラマサ☆から『大事な』お知らせ」と題して、解散発表をした。解散の理由は、年月を経てそれぞれの夢へのベクトルが変わってしまった為と記載されている。しかし、解散後もメンバーは「仲間」であることには変わらないとも記載されていた。
解散後メンバーはそれぞれの道を歩み、トシヒロ・はなやん・りょうたは新ボーカルを加え、ミライライトとして活動する一方、ボーカルであったユミもTes.やソロなどの音楽活動を行っている。2015年4月、ユミ・マサシ・トシヒロを母体とし新バンド、エイリアンズを結成
解散ラストライブは彼らの地元大阪なんばHatchで2009年4月24日に行われた。
ライブ
オープニングSEは必ずAQUAの「愛しのバービー・ガール」（BARBIE GIRL）が鳴りメンバーが登場し、ボーカルYUMIが最後に登場し、全員後ろ向きで整列し、音と同時に照明が焚かれてメンバーが照らされる。
激しい曲にあっては、モッシュあり、スカダンスあり、クラウドサーフが発生する。また、午前五時の汽車に乗りや、夢風鈴では、モッシュダイブが多すぎて注意が必要である。
ベースのトシヒロも演奏中、客席にダイブすることもあった。
小さな星では、フロントメンバーが手話をしながら歌うのが印象的である。
ファンのことを『ムラマサっ子』と称し多くのファンに応援されていた。

## ムラマサ☆号
ムラマサ☆号は、メンバーと楽器等の機材を乗せてツアーを回っていた車の名称。ツアー中は、漫画喫茶や激安ホテルなどに滞在していたが、車内泊することもしばしばだった。車内は土足厳禁で靴を忘れることもあった。助手席ジャンケン(通称JJ(「ジュースジャンケン」も同じことを示す))を行うこともある。
- えっちゃん号・・・平成6年式トヨタ・ハイエース。SUMMER OF LOVEツアーからツアーをまわった。中古車であり走行距離は20万キロ。2006年8月3日に引退。[7]

- 二代目えっちゃん号・・・型式CBA-TRH224W、ハイエースグランドキャビン。ノーブルパールトーニングII、パワースライドドア仕様。ツアー中高速道路を走行中ボルト数本が欠落し、JAFにロードサービスを受けた。[8]

## タイアップ一覧
| 使用年 | 曲名               | タイアップ                                                               |
| ------ | ------------------ | ------------------------------------------------------------------------ |
| 2007年 | CAN'T SLEEP BUT... | NHK-FM『ミュージック・スクエア』2007年4・5月度オープニングテーマ         |
| 2007年 | 夢風鈴             | 岩手めんこいテレビ『Break Point!』エンディングテーマ                     |
| 2007年 | スターダスト       | NTT DoCoMo「SO905i」キャンペーンソング                                   |
| 2008年 | SWINGING           | UHFアニメ『ドルアーガの塔 〜the Aegis of URUK〜』第1期オープニングテーマ |
| 2008年 | COME AGAIN         | 岩手朝日テレビ『ラクティマプラス!!』オープニングテーマ                   |
| 2008年 | GLITTER!!          | 映画『ヒトリマケ』主題歌                                                 |
| 2008年 | ゆきだるま         | 関西テレビ『こどものうた』12月度マンスリーソング                         |

## ミュージックビデオ
| 監督               | 曲名                                                                                                 |
| 末吉ノブ(末吉のぶ) | 「夢で逢えたら」「銀色の月」「午前五時の汽車に乗り」「夢風鈴」「SWINGING」「GLITTER!! (Movie Ver.)」 |
| 末吉宣継           | 「HECTIC!!!!!!!!」「CAN'T SLEEP BUT...」「SELFISH GIRL!!」                                           |
| 鈴木立樹           | 「サクラ舞い散る夜は」                                                                               |
| 本田義信           | 「スターダスト」                                                                                     |
| 不明               | 「SUMMER OF LOVE」「アネモネ」                                                                       |